# Santa Ana (El Salvador)
Santa Ana is de tweede grootste stad van El Salvador en de hoofdstad van het het gelijknamige departement. De stad, bijgenaamd La Ciudad Heroica ("De Heldenstad"), ligt ongeveer 64 kilometer ten westen van de hoofdstad en heeft 262.000 inwoners.
Op ongeveer 10 kilometer ten zuiden van de stad liggen de vulkaankrater Coatepeque met kratermeer en de Santa Ana-vulkaan. Ten noordwesten van de stad ligt op 10 kilometer afstand de vulkaan Cerro Singüil en op 20 kilometer afstand op de grens de vulkaan Chingo.

## Geboren
- Evelyn García (1982), wielrenster
- Iván Barton (1991), voetbalscheidsrechter